# Hardbrood

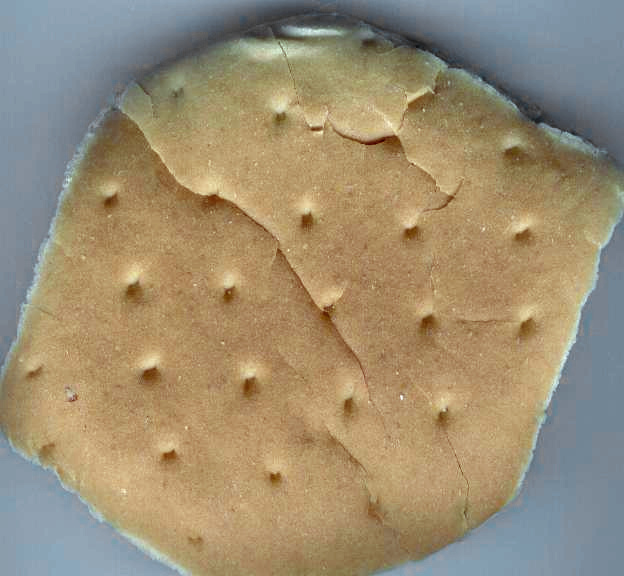
Hardbrood

Hardbrood is een vorm van scheepsbeschuit. Dit harde en droge type brood heeft de diameter van een kadetje en is ongeveer 1½ cm dik. De textuur is stevig.
Hardbrood werd als als een variant van scheepsbeschuit meegenomen aan boord van een schip gedurende langere reizen. Het was ook na een langere bewaarperiode nog eetbaar. 
Deze broodsoort wordt voornamelijk in de provincie Groningen nog gegeten. Het is verkrijgbaar bij sommig bakkers, maar ook wel bij supermarkten. 
Hardbrood wordt ook wel aardbrood genoemd, voornamelijk in de streken waar men de h aan het begin van het woord weglaat, zoals in de omgeving van Midden-Groningen.